# Microrégion de Caracaraí
La microrégion de Caracaraí est l'une des deux microrégions qui subdivisent le sud de l'État du Roraima au Brésil.
Elle comporte 3 municipalités qui regroupaient 45 348 habitants en 2013 pour une superficie totale de 74 282 km².

## Municipalités[1]
- Caracaraí
- Iracema
- Mucajaí